# Serrasalmus auriventris
Serrasalmus auriventris es una especie de peces de la familia Characidae en el orden de los Characiformes.

## Taxonomía
Esta especie fue descrita originalmente en el año 1861 por el zoólogo alemán, nacionalizado argentino, Carlos Germán Conrado Burmeister. La localidad tipo es: «Argentina, provincia de Entre Ríos, oeste de la ciudad de Paraná, cerca de la Quinta, río Paraná».

## Distribución geográfica
Se encuentran en el centro-este de Sudamérica: cuenca del Plata, sobre el río Paraná medio, en el nordeste de la Argentina.

## Descripción
El tamaño es de 6 pulgadas de largo y 4 pulgadas de alto, lateralmente muy comprimido.
La coloración dorsal es gris-plomo, pasa al blanco en los lados y ventralmente es dorada. Las aletas caudal y dorsal son grises, la última con un borde negro; la aleta anal también posee un borde negro pero el resto es amarilla, al igual que las aletas ventrales y pectorales. La escamación es muy pequeña. La aleta dorsal presenta 15 radios, y adelante 2 espinas; la aleta caudal muestra 24 radios, y 3 espinas en los bordes externos de la misma; la aleta anal muestra 33 radios y 3 espinas en el comienzo. La mandíbula superior exhibe 12 dientes, afilados, en la punta, y de forma triangular; posterior en el vómer tiene de cada lado 6 dientes más pequeños. La mandíbula inferior exhibe 14 grandes dientes triangulares; no poseen dientes la lengua y los arcos branchiales, la primera es gorda y carnosa. Hay 6 rayos en la membrana branquiostal, la quilla ventral es fina pero con un fuerte aserrado. La aleta pectoral con 18 radios, y la aleta ventral con 6 radios.